# Jeremy Bulloch
Jeremy Bulloch (Market Harborough, 16 febbraio 1945 – Londra, 17 dicembre 2020) è stato un attore britannico.
Divenne noto per aver preso parte a serie tv e film di culto come Doctor Who e Guerre stellari.

## Biografia

### Carriera
Bulloch nacque nel Leicestershire nel 1945. Sebbene abbia lavorato nel cinema per quasi cinquant'anni cominciando la carriera già come attore bambino, acquisì la fama per il ruolo del personaggio di Boba Fett, nei film della saga fantascientifica di Guerre stellari, L'Impero colpisce ancora e Il ritorno dello Jedi. Apparve inoltre in tre film della serie di James Bond, nei panni di Smithers, l'assistente di Q.
Bulloch lavorò nella serie televisiva britannica Doctor Who e fu spesso presente alle sue convention fantascientifiche. Recitò anche camei in Star Wars: Episodio III - La vendetta dei Sith (nel ruolo di Colton, pilota della Tantive IV) e nei film amatoriali Order of the Sith: Vengeance e Downfall - Order of the Sith, assieme ad altri attori della saga di Guerre stellari come David Prowse e Michael Sheard.

### Morte
Bulloch è morto il 17 dicembre del 2020 all'età di 75 anni, per le complicazioni della malattia di Parkinson, di cui era affetto da diverso tempo.

## Vita privata
Aveva tre figli e dieci nipoti, e viveva a Londra con la moglie Maureen. Aveva anche una casa in Toscana, dove trascorreva i periodi di vacanza.

## Filmografia
- La ragazza dello scandalo (A French Mistress), regia di Roy Boulting (1960)
- Codice ZX3 controspionaggio! (The Devil's Agent), regia di John Paddy Carstairs (1962)
- Summer Holiday, regia di Peter Yates (1963)
- La strada sbagliata (The Idol), regia di Daniel Petrie (1966)
- La vergine e lo zingaro (The Virgin and the Gypsy), regia di Christopher Miles (1970)
- O ti spogli o ti denuncio (Hoffman), regia di Alvin Rakoff (1970)
- Maria Stuarda, regina di Scozia (Mary, Queen of Scots), regia di Charles Jarrott (1971)
- Agente 007 - La spia che mi amava (The Spy Who Loved Me), regia di Lewis Gilbert (1977)
- Il mistero della signora scomparsa (The Lady Vanishes), regia di Anthony Page (1979)
- L'Impero colpisce ancora (The Empire Strikes Back), regia di Irvin Kershner (1980)
- Solo per i tuoi occhi (For Your Eyes Only), regia di John Glen (1981)
- Octopussy - Operazione piovra (Octopussy), regia di John Glen (1983)
- Il ritorno dello Jedi (Return of the Jedi), regia di Richard Marquand (1983)
- Star Wars: Episodio III - La vendetta dei Sith (Star Wars: Episode III - Revenge of the Sith), regia di George Lucas (2005)